# Operaakademiet
Operaakademiet er en dansk uddannelsesinstitution for sangere beliggende i København.

## Akademiets historie
Det blev oprettet ved kongelig anordning den 6. januar 1956 med det formål at uddanne operasangere i et samarbejde mellem Det Kongelige Danske Musikkonservatorium og Det Kongelige Teaters operaskole. Operaakademiet har til huse i Operaen på Dokøen og uddannelsen, der er 3-årig, foregår både i Operaen og på Det Kongelige Danske Musikkonservatorium. Hvert år i januar kan Operaakademiets elever opleves ved offentlige koncerter.

## Kendte elever
- Hanne Fischer
- Sine Bundgaard
- Sten Byriel
- Eva Johansson
- Tina Kiberg
- Palle Kibsgaard
- Morten Frank Larsen
- Frans Lasson
- Guido Paevatalu
- Nina Pavlovski
- Leif Roar
- Gitta-Maria Sjöberg
- Bo Skovhus
- Gertrud Spliid
- Henning von Schulman